# Dalmar
Dalmar Pinto, conhecido apenas como Dalmar, (Juiz de Fora, 9 de dezembro de 1941 — Belo Horizonte, 8 de outubro de 2011) foi um futebolista brasileiro que atuava como ponta-esquerda.

## Biografia
Dalmar ficou mais conhecido por ter sido o autor do primeiro gol do Cruzeiro no Mineirão, na vitória por 3-1 sobre o Villa Nova em 15 de setembro de 1965.  Ainda na Raposa, ele foi pentacampeão mineiro e campeão brasileiro em  1966. Após se aposentar, ele trabalhou muitos anos revelando jogadores em Belo Horizonte. Dalmar faleceu em 2011, aos 69 anos.

## Títulos
Cruzeiro
- Campeonato Mineiro: 1965, 1966, 1967, 1968 e 1969
- Campeonato Brasileiro: 1966